# جی الن هاینک
جی آلن هاینک (انگلیسی: Dr. Josef Allen Hynek) (زاده ۱ مه ۱۹۱۰ – درگذشته ۲۷ آوریل ۱۹۸۶)، اخترشناس، استاد فیزیک و یوفوشناس اهل ایالات متحده آمریکا بود. شهرت او بیشتر به خاطر تحقیقاتش درباره  یوفوها است. هاینک به عنوان مشاور علمی در پروژه‌ نشانه (۱۹۴۷–۱۹۴۹)، پروژه کینه (۱۹۴۹–۱۹۵۱) و پروژه کتاب آبی (۱۹۵۱–۱۹۶۹) مشارکت کرد. ماموریت این پروژه‌ها که توسط نیروی هوایی ایالات متحده آمریکا تشکیل شده بودند، بررسی و تحقیق درباره گزارش‌های مربوط به رویت یوفوها در ایالات متحده بود.
برای دهه‌ها پس از پایان فعالیت پروژه کتاب آبی، او تحقیقات مستقل خود را در زمینه یوفو انجام داد و سیستم طبقه‌بندی برخورد نزدیک را توسعه داد. او همچنین در سال ۱۹۷۳، مرکز مطالعات یوفو (CUFOS) را تاسیس کرد که یک نهاد غیرانتفاعی است. به طور گسترده، وی را پدر تحلیل بررسی علمی گزارش‌های مربوط به رویت یوفوها می‌دانند.

## سخنرانی در برابر سازمان ملل
در نوامبر 1978، هاینک بیانیه ای را در مورد بشقاب پرنده ها به کمیته سیاسی ویژه مجمع عمومی سازمان ملل متحد از طرف خود، ژاک والی و کلود پوهر ارائه کرد. این سخنرانی توسط سه نویسنده تهیه و تأیید شد.  هدف آنها ایجاد یک مرجع متمرکز و سازمان ملل متحد در مورد بشقاب پرنده ها بود.

## سریال مستند بر اساس زندگی او
در سال 2019، کانال هیستوری History یک برنامه تلویزیونی معمایی،تخیلی را بر اساس تحقیقات دکتر جی آلن هاینک در مورد بشقاب پرنده و سازمانی که برای آن کار می کرد، با نام پروژه کتاب آبی (مجموعه تلویزیونی) Project Blue Book ایجاد و پخش کرد.
بر اساس داستان واقعی پروژه کتاب آبی و دکتر جی الن هاینک در سال های 1940 تا 1970 ساخته شده.

## مرگ
در 27 آوریل 1986، هاینک بر اثر تومور بدخیم مغزی در بیمارستان مموریال در اسکاتسدیل، آریزونا درگذشت .  او 75 ساله بود و از همسرش میمی، فرزندانش اسکات، رکسان، جوئل، پل و راس و نوه هایش به یادگار ماند. 

## کتاب ها
● واقعیت یا داستان یوفو - حدوداً (1970)
● تجربه بشقاب پرنده: یک تحقیق علمی (1972)
● لبه واقعیت: گزارش پیشرفت در مورد اشیاء پرنده ناشناس (1975)
● کتاب گزارش یوفو هاینک (1977)
● محاصره شبانه – مشاهده بشقاب پرنده دره هادسون ، با فیلیپ ایمبروگنو و باب پرت (1987)